# Giorgio A. Tsoukalos
Giorgio A. Tsuokalos (görögül: Γεώργιος Α. Τσούκαλος, Luzern, 1978. március 14. –) svájci születésű görög író, televíziós személyiség, az ősidőkben az emberekkel kapcsolatba lépő asztronauták elgondolásának hirdetője. A Legendary Times című magazin kiadója, amelyben Erich von Däniken, David Hatcher Childress, Peter Fiebag, Robert Bauval és Luc Bürgin publikál cikkeket az ősi asztronautákkal kapcsolatban.
Tsoukalos 12 évig volt Däniken ősi asztronautákat kutató központjának, a Center for Ancient Astronaut Research-nek az igazgatója, és szerepelt a The Travel Channel, a The History Channel, a Sci-Fi Channel, a National Geographic Channel és a Coast to Coast AM műsoraiban, valamint az ősi idegenek (Ancient Aliens) című televíziós sorozat producere. 2021 -ben szerepet kapott  az akkor induló Netflix-es Resident Alien sorozat első évadában, ahol saját magát alakította.
1998-ban végzett az Ithacai Egyetemen, a New York állambeli Ithacában, sport információs és kommunikációs végzettséget szerezve. Elmondása szerint többnyelvű, jól beszél angolul, görögül, németül, franciául és olaszul.
Jellegzetes gesztikulációja internetes mémmé vált.

## Fordítás
- Ez a szócikk részben vagy egészben  a   Giorgio A. Tsoukalos című angol Wikipédia-szócikk ezen változatának fordításán alapul.  Az eredeti cikk szerkesztőit annak laptörténete sorolja fel. Ez a jelzés csupán a megfogalmazás eredetét és a szerzői jogokat jelzi, nem szolgál a cikkben szereplő információk forrásmegjelöléseként.